# Simoneta Gómez-Acebo
Maria de Fátima Simoneta Luisa Gómez-Acebo i Borbó (Madrid, 28 de octubre de 1968) és una aristòcrata espanyola, neboda del rei emèrit Joan Carles I i cosina germana del rei Felip VI. La seva mare va ser la infanta Maria del Pilar de Borbó, duquessa de Badajoz, i el seu pare, ja mort, Luis Gómez-Acebo i Duc d'Estrada, vescomte de la Torre.

## Biografia
És la major de cinc germans. Va estudiar fins a batxillerat a Madrid. Va prendre part en nombroses competicions d'hípica, amb el seu cavall Duz-Dan i el 1985 es va afiliar a la Unitat d'Equitació i Remunta, amb la qual va participar el 1986 en el trofeu del Club de Camp Pineda, a Sevilla. Posteriorment, es va anar a Londres, on va estudiar art a la casa de subhastes Sotheby 's. Llavors va començar a treballar com a comercial i després com relacions públiques per Cartier. Poc després va conèixer al seu marit, José Miguel Fernández Sastrón (nascut el 1959), fill de Jorge Fernández i Menéndez i Eloísa Ana Sastrón i Herrera, i net del fundador de Galeries Preciados. El 12 de setembre de 1990 es va casar a la catedral de Santa Maria de Palma.
El matrimoni va tenir tres fills en comú: Luis Joan, Pau i Maria de la Mercè.
Des de l'any 2009, Simoneta i José Miguel es trobaven separats de forma amistosa. El 16 d'octubre de 2012, signen definitivament l'acord de divorci.
El 10 de maig de 2013, Simoneta, al costat d'altres 159 ciutadans, va participar en la solemne jura de bandera de la Guàrdia Real, un acte que poden realitzar els espanyols que ho sol·licitin, manifestant públicament el seu compromís amb la defensa d'Espanya.

## Altres dades
És aficionada a l'òpera. Com Simoneta va néixer un 28 d'octubre, Festivitat de Sant Simó, es va afegir el nom als altres que tenien els seus familiars destinats per a ella, Maria de Fátima i Luisa.